# Capella de Sant Bartomeu de Baell
La Capella de Sant Bartomeu de Baell és un edifici del poble del Baell, al municipi de Campelles (Ripollès) que forma part de l'Inventari del Patrimoni Arquitectònic de Catalunya.
És una petita capella d'una nau d'època moderna, situada a 1200 d'altitud sobre el balneari de Montagut.